# Стефан Ајрапетјан
Стефан Ајрапетјан  (јерм. Ստեֆան Հայրապետյան, ест. Stefan Airapetjan; Виљанди, 24. децембар 1997) јесте естонски певач и текстописац јерменскога порекла. Након победе на Eesti Laul Стефан је представљао Естонију на Песми Евровизије 2022. године.

## Биопрафија
Ајрапетјан је рођен и одрастао у Виљандију у Естонији као син јерменских имиграната. Има сестру Стефанију.

## Каријера
Ајрапетјан пева од раног детињства, са Хеди-Каи Паи-јем, његовим вокалним тренером, и победио је на бројним такмичењима. Године 2010. пријавио се на Laulukarussell, певачко такмичење за децу које је организовала Eesti Rahvusringhääling и стигао до финала.
Ајрапетјан је четири пута учествовао у музичком такмичењу Eesti Laul, а последњи пут побеђује. Његов први наступ био је 2018. године као део дуа Ваје са песмом „Laura “. Године 2022. победио је на такмичењу са песмом „Hope“. Својом победом аутоматски је изабран да представља Естонију на такмичењу за песму Евровизије 2022. у Торину, Италија.
Освојио је прво издање Maskis Laulja, естонске верзије Masked Singer 2020. године.

## Дискографија

### Синглови
| Назив                       | Година |
| --------------------------- | ------ |
| "Without You"               | 2018   |
| "Better Days"               | 2019   |
| "We'll Be Fine"             | 2019   |
| "Better Days"               | 2019   |
| "By My Side"                | 2019   |
| "Oh My God"                 | 2020   |
| "Let Me Know"               | 2020   |
| "Doomino" (са Liis Lemsalu) | 2021   |
| "Hope"                      | 2021   |